# Gordon Welchman
William Gordon Welchman (15. června 1906 Bristol - 8. října 1985 Massachusetts) byl anglický matematik, univerzitní profesor, spisovatel a specialista na kódování a kryptografii.

## Životopis
Narodil se v Bristolu jako syn reverenda Wiliama a Elizabethy Welchmanové. V období let 1920 až 1925 navštěvoval Marlborough College, kde získal stipendium a následně vyhrál matematické stipendium na Trinity College v Cambridgi (studium v období 1925-1928). V roce 1929 se stal vědeckým asistentem na Sidney Sussex College v oboru matematiky a později získal vědecké pozice v Cambridgi. V roce 1937 se oženil s Katharine Hodgsonovou, která byla profesionální hudebnicí. Měli spolu tři děti, jednoho syna a dvě dcery. V roce 1958 se s Katharine rozvedl a oženil se s americkou kubistickou malířkou Fannie Hillsmithovou.

## Bletchley Park
Welchman vylepšil návrh Turingovy "bomby" (stroje na dešifrování Enigmy) tak, aby tvořil funkční stroj pro dešifrování německých vojenských zpráv, prostřednictvím zařízení nazývaného diagonální deska. Současně také zřídil a vedl "Hut Six" (boudu 6), která dešifrovala více než 1 milion německých zpráv v období 2. svět. války. Je autorem speciální vyhodnocovací metody s názvem analýza přenosu neboli traffic analysis německé šifrované komunikace, což byla specialita boudy 6. Jeho analytický program s názvem Sixta byl spojením analýzy přenosu a kryptografie. Při dešifrování zpráv se Welchman soustředil na dešifrování standardizovaných částí zprávy tj. záhlaví, vznik zprávy, čas, datum atd.

## Publikace a dokumenty o G. Welchmanovi a jeho činnosti
Joel Greenberg: Gordon Welchman: Bletchley Park’s Architect of Ultra Intelligence
G. Welchman: The Hut Six Story:Breaking the Enigma
V roce 2015 vydalo BBC dokumentární film s původním názvem Bletchley Park: Code-breaking's Forgotten Genius, který byl vysílán pod názvem: The Codebreaker Who Hacked Hitler,
ve kterém popisuje zásluhy G. Welchmana jako jedny z nejdůležitějších pro výsledky celého Bletchley Parku.